# Bogusław Bosak
Bogusław Bosak (ur. 6 lipca 1968 w Krośnie) – polski polityk, lekarz, poseł na Sejm RP V kadencji.

## Życiorys
Ukończył w 1994 studia medyczne w Collegium Medicum Uniwersytetu Jagiellońskiego. W 1997 uzyskał specjalizację w zakresie chorób wewnętrznych. Podjął praktykę w zawodzie lekarza w Krakowie.
Od 1992 należał do Porozumienia Centrum, od 2001 do Prawa i Sprawiedliwości. Od 2002 do 2005 zasiadał w krakowskiej radzie miasta. W wyborach parlamentarnych w 2005 z listy PiS uzyskał mandat posła w okręgu krakowskim. W wyborach w 2007 nie ubiegał się o reelekcję. W marcu 2008 założył wewnątrz PiS frakcję Forum Demokratyczne, w związku z czym został zawieszony w prawach członka partii. Później przystąpił do Polski XXI, był prezesem jej małopolskiego oddziału (Małopolska XXI), był też pełnomocnikiem istniejącej w 2010 partii Polska Plus. Związał się później z partią Przyszłość 5.0 (zarejestrowaną w 2021, której działalność oficjalnie zainaugurowano w 2023).